# Nicole Goueta

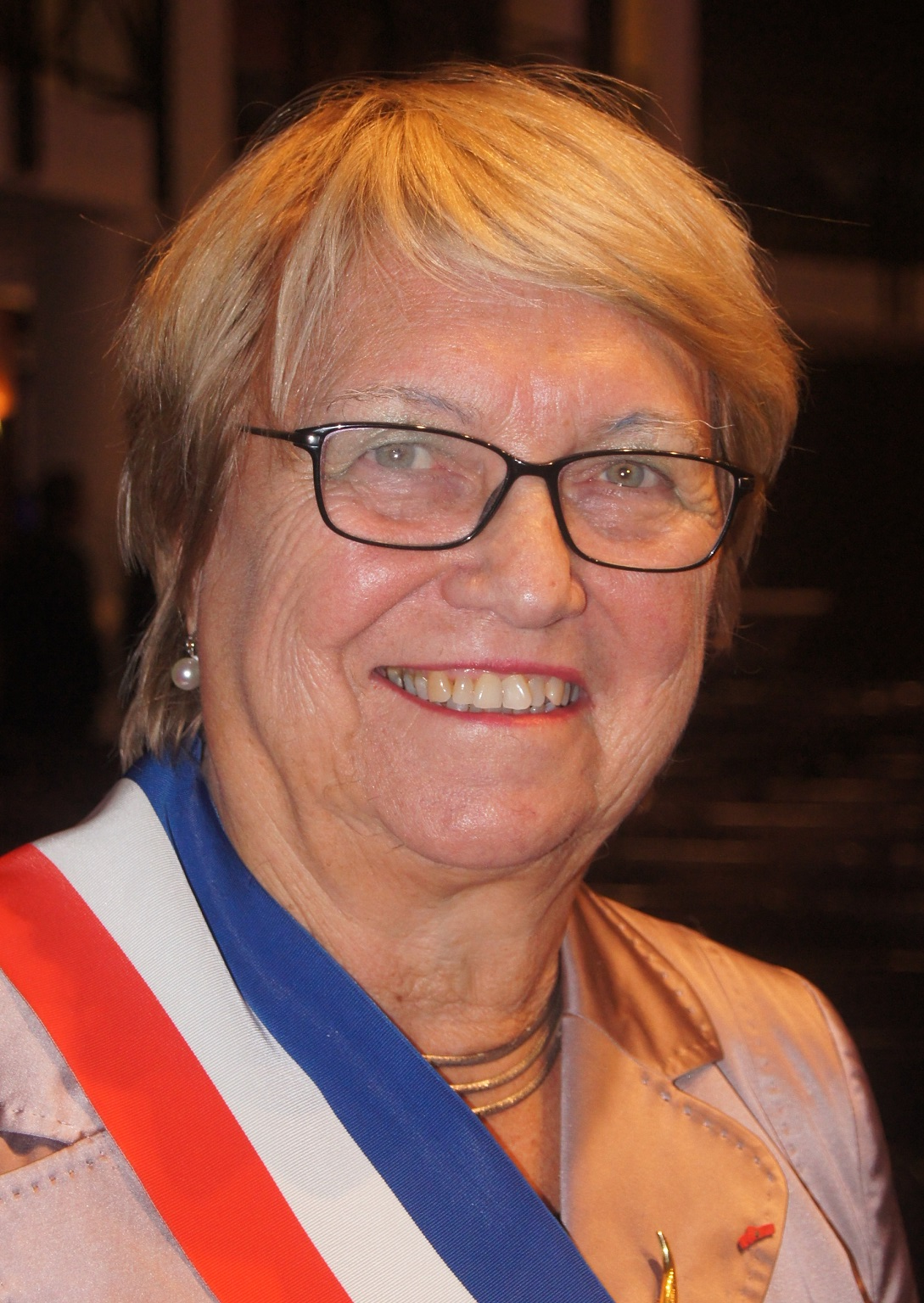
Nicole Goueta, 2018

Nicole Goueta (* 11. September 1937 in Paris) ist eine französische Politikerin, die unter anderem der Partei Les Républicains (LR) angehörte. Sie war von 2001 bis 2007 und von 2014 bis 2020 Bürgermeisterin von Colombes und hatte weitere Ämter inne.

## Leben
Nicole Goueta ist verheiratet und Mutter von drei Kindern. Die Familie wohnt seit 1963 in Colombes im Westen von Paris.

## Politik
Goueta wurde 1983 Stadträtin und gehörte der Opposition an. Von März 2001 bis März 2008 war sie als Nachfolgerin von Dominique Frelaut (PCF) Bürgermeisterin der Stadt Colombes. Sie gehörte dem RPF und später der UMP an. Ihr Nachfolger wurde Philippe Sarre (PS). Von April 2014 bis Juli 2020 war sie wiederum Bürgermeisterin für die UMP bzw. der LR. Zugleich gehörte sie von 2001 bis 2015 dem Generalrat des Départements Hauts-de-Seine an und wurde 2007 dessen Vizepräsidentin. In der Folge war Goueta von 2015 bis Juni 2021 Vizepräsidentin im Départementrat von Hauts-de-Seine. Von Januar 2016 bis Januar 2017 war sie erste Präsidentin im neu geschaffenen Établissement public territorial Boucle Nord de Seine. Goueta vertrat als Conseillère métropolitaine Colombes im Metropolrat der Métropole du Grand Paris mit mehr als sieben Millionen Einwohnern.
Die Wahl von 2014 hatte Goueta mit 52,37 Prozent der Stimmen gewonnen. Im Juli 2020 vereinigte Patrick Chaimovitch (EELV) an der Spitze eines grün-roten Bündnisses bei der Bürgermeisterwahl 53,2 Prozent der Stimmen. Goueta hatte sich «zuletzt mit zunehmender Kritik innerhalb des konservativen Lagers auseinanderzusetzen». Bei den Wahlen im Juni 2021 fehlten der 83-jährigen Goueta 360 Stimmen zum Wiedereinzug in den Départementrat und schied nach 14-jähriger Vizepräsidentschaft aus.
Goueta wurde 2008 zur Ehrenbürgermeisterin (Maire honoraire) ernannt und ist Ritter der Ehrenlegion.

## Belege
1. 1 2 3 4  colombes.fr: Madame le Maire. (französisch, archivierte Version vom 19. Oktober 2016)
2. ↑  rheinpfalz.de: Grünen-Politiker neuer OB der Partnerstadt Colombes. (7. Juli 2020; abgerufen am 9. Januar 2023)
3. ↑  leparisien.fr: Départementales dans les Hauts-de-Seine. À Colombes 1, la gauche détrône Nicole Goueta. (französisch, 28. Juni 2021; abgerufen am 9. Januar 2023)